# رناتو ریچی (بازیکن فوتبال ایتالیایی)
رناتو ریچی (انگلیسی: Renato Ricci؛ زادهٔ ۷ ژانویهٔ ۱۹۹۱) بازیکن فوتبال اهل ایتالیا است.
از باشگاه‌هایی که در آن بازی کرده‌است می‌توان به باشگاه فوتبال اینتر میلان و باشگاه فوتبال آولینو اشاره کرد.